# Паганони Инфериоре (Терамо)
Паганони Инфериоре (итал. Pagannoni Inferiore) је насеље у Италији у округу Терамо, региону Абруцо.
Према процени из 2011. у насељу је живело 47 становника. Насеље се налази на надморској висини од 325 м.